# 第31戦闘攻撃飛行隊 (アメリカ海軍)
第31戦闘攻撃飛行隊(だい31せんとうこうげきひこうたい Strike Fighter Squadron Three One)はアメリカ海軍の戦闘攻撃飛行隊。ニックネームはトムキャッターズ（Tomcatters）。VFA-31と表記されることが多い。漫画・アニメのキャラクターであるフィリックス・ザ・キャットのマーキングを使用していることで知られる。1935年に創設され、4度の隊名変更を経て現在に至る。VFA-14についで2番目に古い飛行隊である。

## 隊史

### 創設～1980年
第31戦闘攻撃飛行隊（以下VFA-31）は1935年7月1日にVF-1BシューティングスターズとしてF4B装備で発足した。その後、1937年に隊名をVF-6に変更し、装備機もF3Fに機種転換している。太平洋戦争開戦時にはF4Fワイルドキャット装備の飛行隊としてエンタープライズ艦上に展開していた。1943年7月のF6Fヘルキャット導入時にVF-3と隊名を交換し、トムキャッターズとなった。フェリックスのマーキングはこの時から使用され始めた。この際、元VF-3であるVF-6もフェリックスのマーキングを使用したため、1945年10月にVF-6が解隊されるまでどちらの部隊のマーキングか論争が続いた。1946年、F8Fベアキャット導入時に隊名をVF-3Aに変更し、1948年8月7日に再度隊名を変更しVF-31となった。朝鮮戦争にはF9Fパンサー装備で参加している。その後、1952年にはF2Hバンシー、1957年にはF3Hデーモン、1966年にはF-4ファントムIIと次々に機種転換を行い、ベトナム戦争にも投入されている。また、VF-31は第二次世界大戦、朝鮮戦争、ベトナム戦争の3つの戦争で敵機撃墜を記録した唯一の海軍飛行隊である。

### 1981年～現在
VF-31は1981年6月4日にF-14トムキャットへ機種転換し、同時にTARPSの運用を開始した。1983年にジョン・F・ケネディに搭載されて行った地中海クルーズではレバノンの国際連合レバノン暫定駐留軍支援のため、レバノン、シリアのTARPS偵察を何度か行った。同年12月3日の偵察飛行では、ベッカー高原に設置されたシリア軍の対空陣地から対空砲及びSA-7地対空ミサイルから攻撃を受けたが、どちらも命中せず、F-14は無事に帰還した。これに対する報復としてジョン・F・ケネディのVF-11とVF-31、インディペンデンスのVF-14とVF-32の護衛により、VA-85とVA-15がSAMサイトを攻撃し、A-6イントルーダとA-7コルセアII各1機を失い、墜落機の捜索に出たA-7も対空砲で1機撃墜されている。なお、VF-31はこの地中海クルーズ中に2機のF-14を非戦闘中の事故で失い、乗員2名が犠牲となっている。1985年4月から母艦をフォレスタルに変更し、VF-11とコンビを組んでいる。1992年から1997年まで一時的に太平洋艦隊に配属され、カール・ヴィンソンに搭載された。同時に機体がF-14Dへ更新され、LANTIRNの運用を開始している。その後は大西洋艦隊に戻り、エイブラハム・リンカーンに搭載されてサザン・ウォッチ作戦、イラク戦争に従事し、イラク戦争ではVF-213とともに1,163回、計6,876時間にわたって作戦行動を行い、計9,500ポンドの爆弾を投下している。
VF-31は2005年9月から2006年3月にかけて、VF-213とともにセオドア・ルーズベルトに搭載された。同年3月10日までF-14を運用し、同年9月23日からF/A-18E スーパーホーネットへ機種転換してVFA-31となった。

## ギャラリー

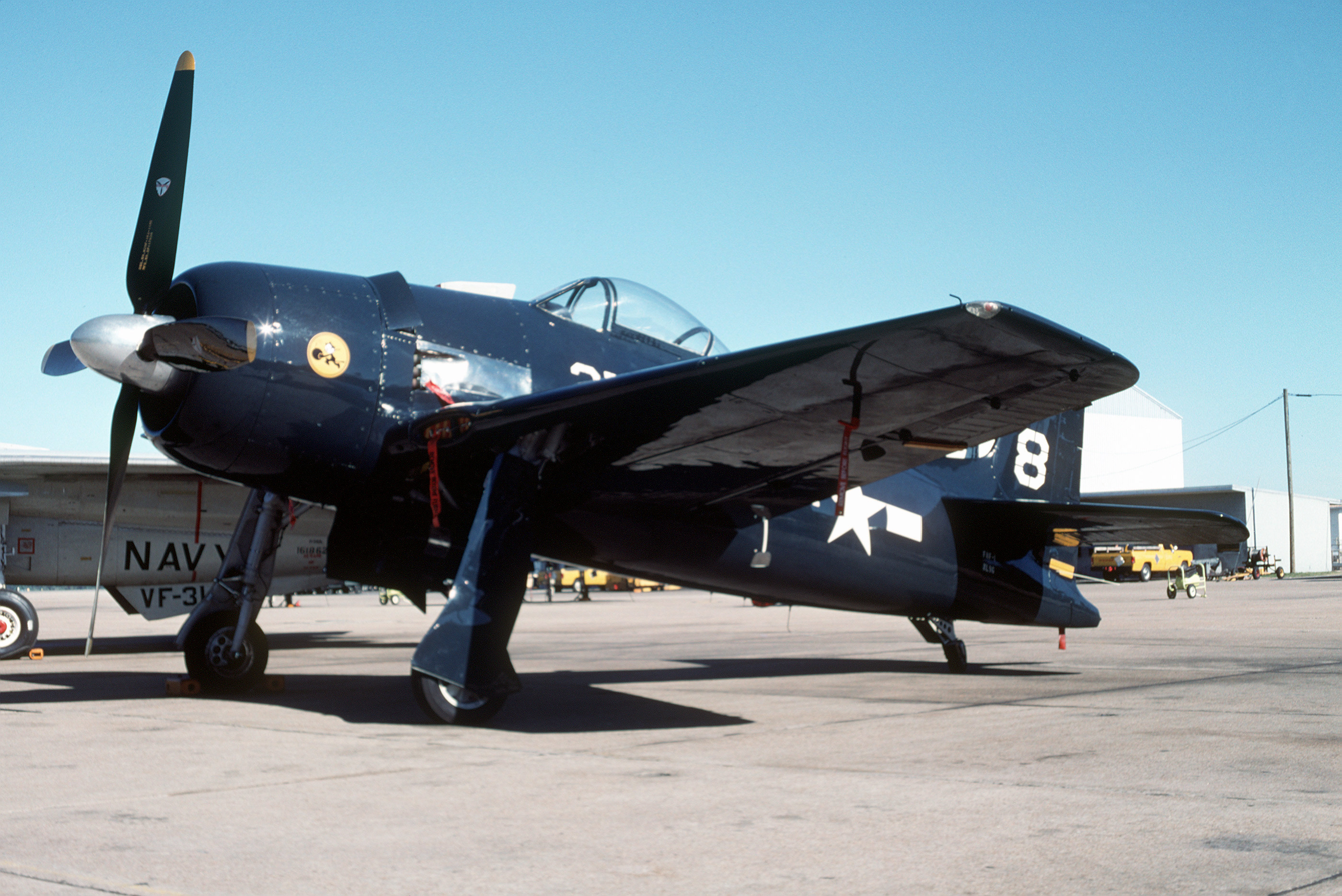
VF-31のF8F 機首にフィリックスのマークが見える。
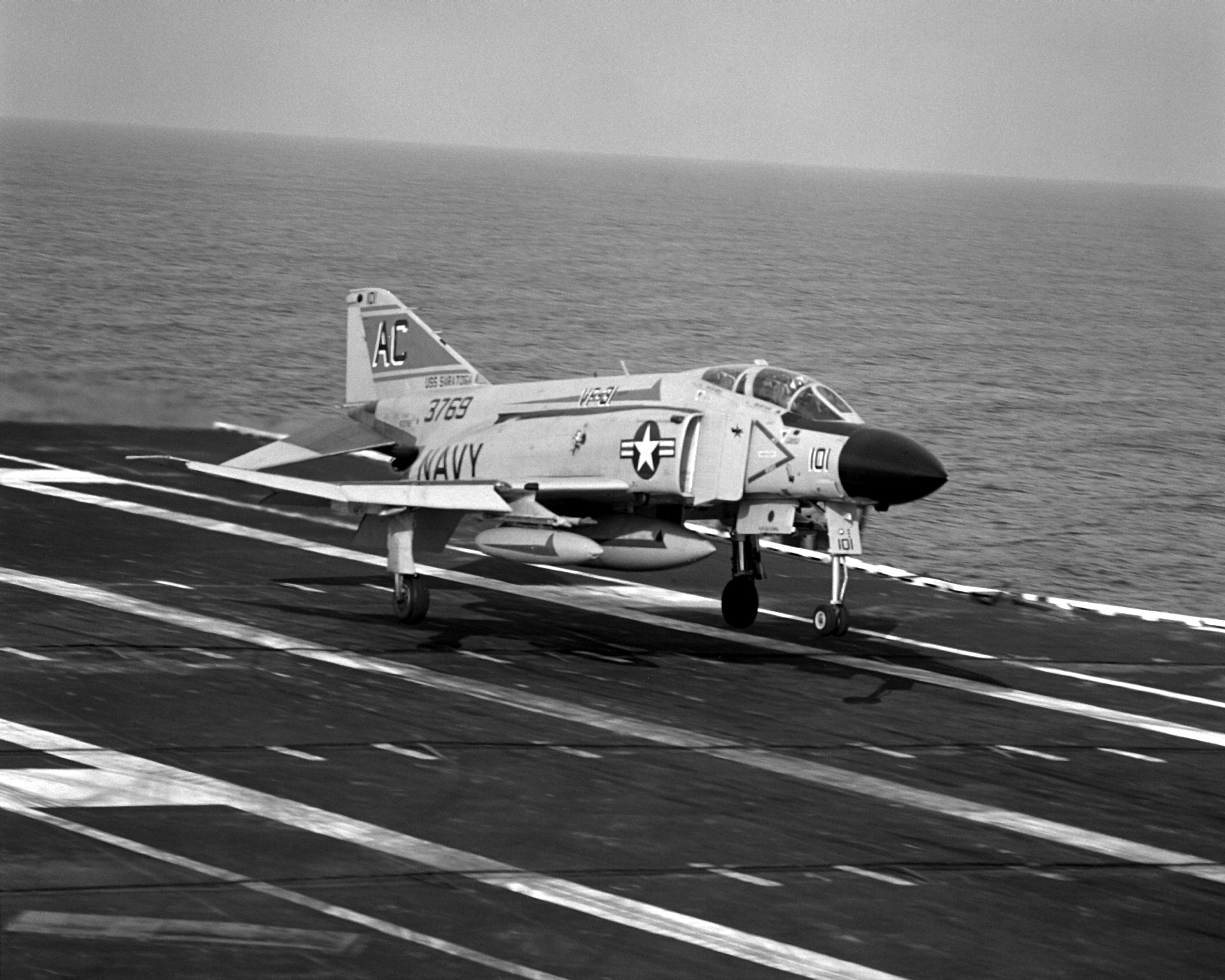
サラトガに着艦するF-4J
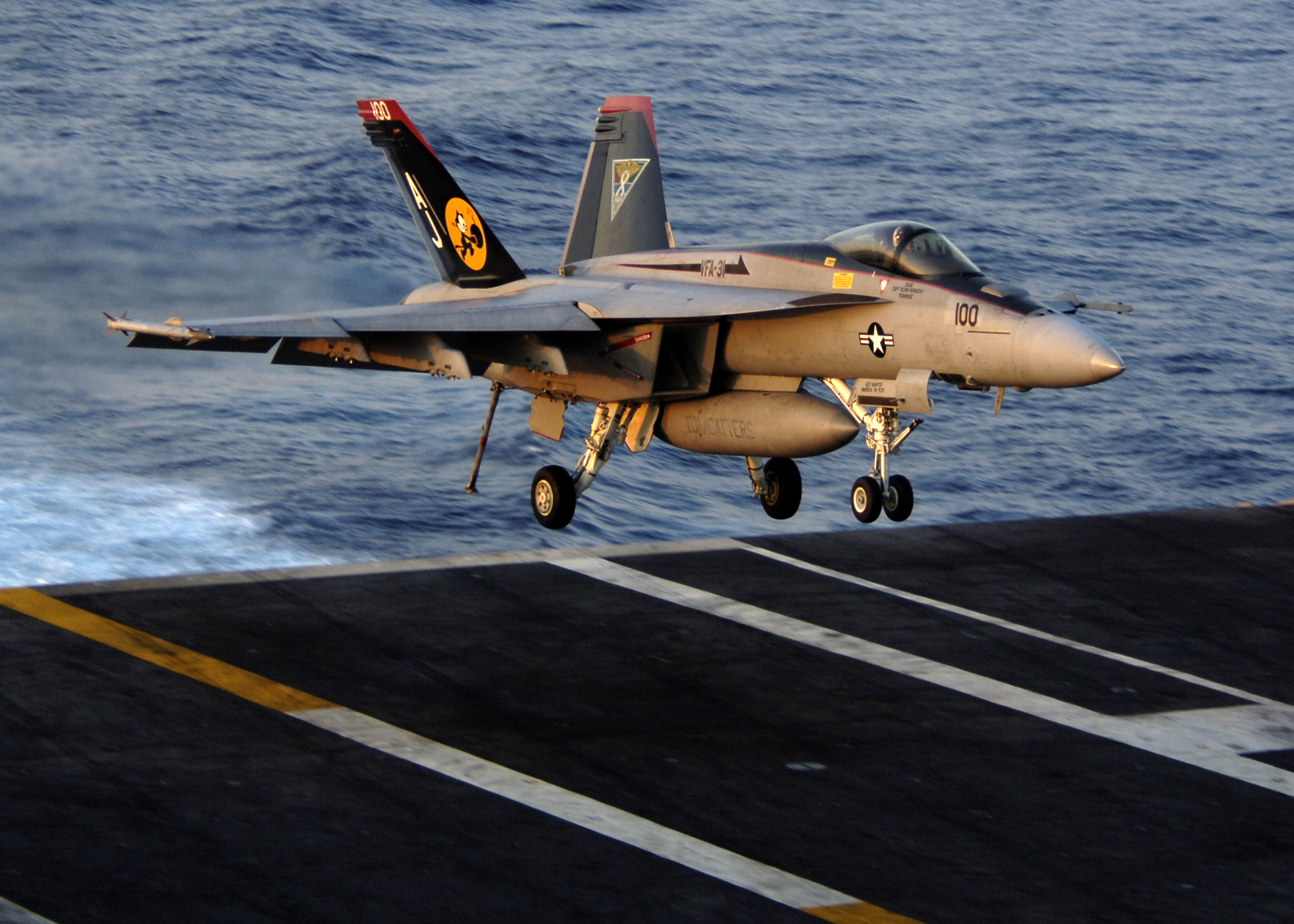
着艦するVFA-31のF/A-18E